# 28 juillet 1956
Le samedi 28 juillet 1956 est le 210e jour de l'année 1956.

## Naissances
- Carol Higgins Clark, actrice et romancière américaine
- Frieda Maes, cycliste belge
- Georges Siffredi, personnalité politique française
- Guadalupe Larriva (morte le 24 janvier 2007), femme politique équatorienne
- Juul Vrijdag, actrice néerlandaise
- Luca Barbareschi, cinéaste italien
- P.R. Paul, acteur américain
- Romy Kermer, patineuse artistique est-allemande
- Sabrina Grigorian (morte le 1er janvier 1986), actrice américaine d'origine arménienne
- Siti Nurbaya Bakar, femme politique indonésienne

## Décès
- Alphonse Saladin (né le 6 février 1878), sculpteur et conservateur de musée français
- Walter Andrae (né le 18 février 1875), archéologue, architecte et muséologue allemand

## Événements
- Manuel Prado Ugarteche, est nommé président du Pérou jusqu'en 1962 après que le général Odría a consenti à organiser des élections libres au Pérou. Manuel Prado, libéralise le régime, ouvrant une période de convivencia qui se manifeste par la légalisation du parti communiste et de l’Alliance populaire révolutionnaire américaine. Son programme économique, dans la continuité de son prédécesseur, lui vaut quelques succès.
- Départ de la vingt-quatrième édition des 24 Heures du Mans.
- Fin du tour de France de 1956